# Ericofon

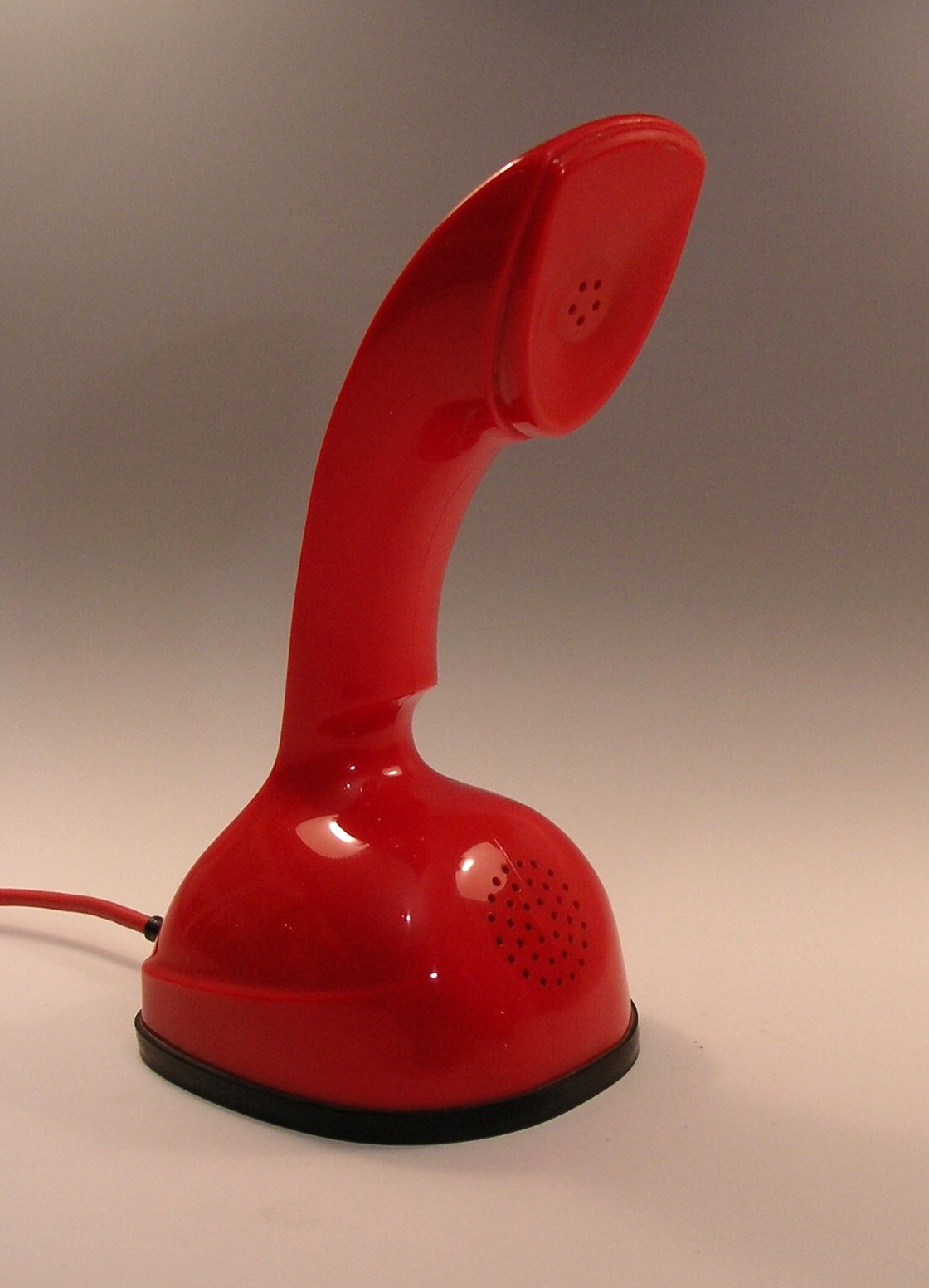
Ericofon "Cobra", 1956.

L'Ericofon è un telefono prodotto dall'azienda svedese Ericsson a partire dagli anni 1950, caratterizzato da un design futuristico e dotato di una tecnologia all'avanguardia per l'epoca.

## Storia
L'idea di questo modello risale alla fine degli anni 1940, quando lo sviluppo delle plastiche e della miniaturizzazione rese plausibile l'idea di un telefono in un blocco unico che accorpasse ricevitore, trasmettitore e selettore dei numeri. La Ericsson pervenne a un modello definitivo all'inizio del decennio seguente e lo commercializzò a partire dal 1954, dapprima come telefono per scopi istituzionali (uffici, ospedali, amministrazione pubblica, poste), poi dal 1956 anche per il pubblico. Il design lo si deve a Gösta Thames.
Nato per soddisfare criteri di economia e praticità, come spesso accade per certo design scandinavo di quegli anni, presto il telefono Ericofon si distinse per le sue forme: proprio queste, estremamente plastiche, ne hanno poi decretato l'ascesa a oggetto di culto per tutti i collezionisti di modernariato. Fu prodotto e utilizzato praticamente in tutto il mondo, ed è per questo che a tutt'oggi non si considera una rarità malgrado più di 50 anni di vita.
Negli Stati Uniti, che furono il suo principale mercato assieme all'Australia, fu prodotto su licenza dalla controllata North Electric di Galion, Ohio, in Svezia era prodotto dalla stessa LM Ericsson, in Italia dalla FATME di Roma, mantenendo comunque il design dell'apparecchio pressoché invariato; cambiavano le spine e le diciture dei numeri nel disco selettore, che nei paesi americani comprendevano anche il codice alfanumerico mentre in Europa avevano solo i numeri stampati, e, in alcuni colori, la giuntura di accoppiamento delle due metà del guscio. Sempre a proposito dei colori, il mercato statunitense ne propose una ventina contro i sei del mercato europeo.

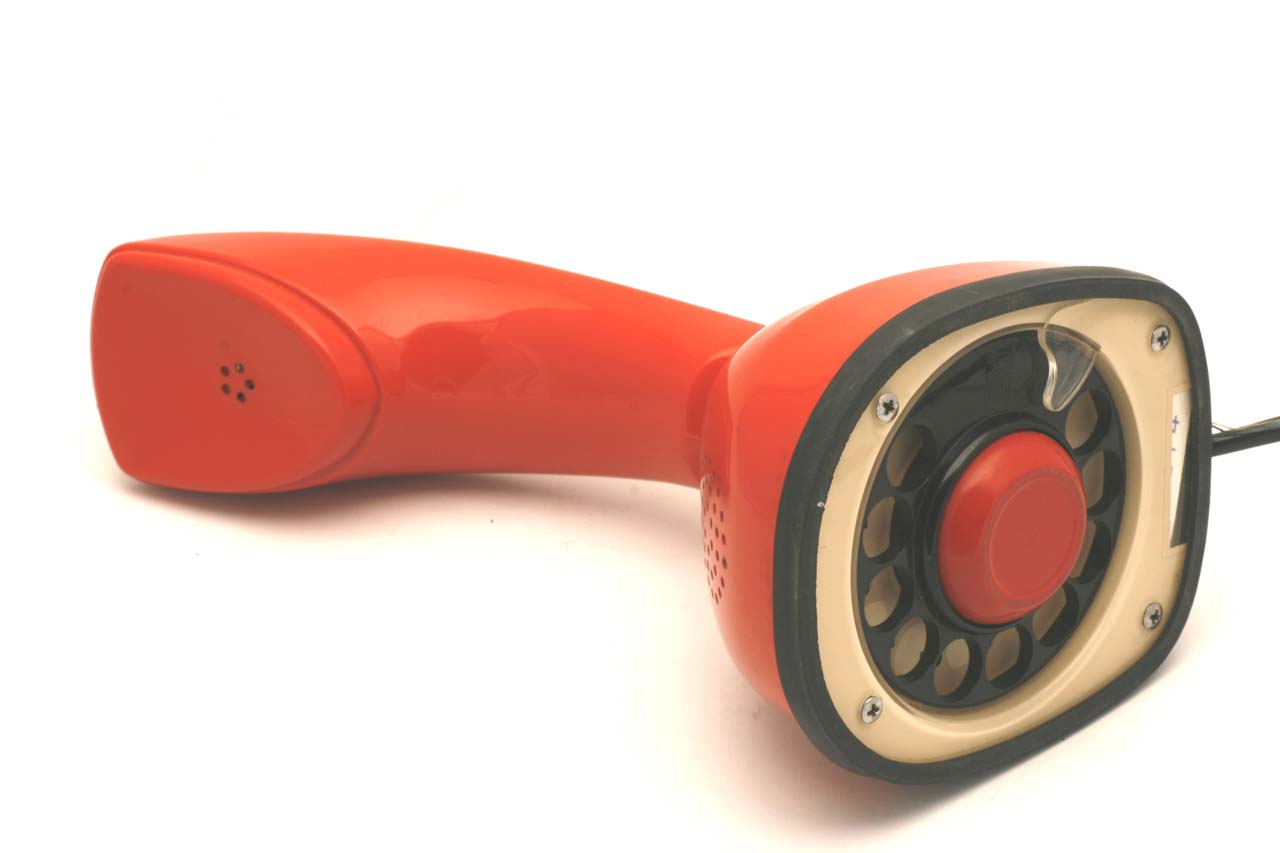
Dettaglio del disco selettore

Tutto il telefono è strettamente elettromeccanico, tranne per la suoneria che in alcuni modelli è elettronica (detta Ericotone) e che rappresenta il primo esempio di elettronica applicata alla telefonia domestica. Gli altri apparecchi erano invece dotati di ronzatore. Tutto il corpo è formato da due gusci di plastica pressofusa incollati (nei primi modelli) o da un singolo blocco pressofuso (nei più moderni) che ospita il ricevitore e il microfono; il resto è avvitato alla base, notevole per il lavoro di miniaturizzazione della meccanica. Il cavo era tipicamente di gomma ricoperta di tela, con il termine a ridosso della presa a spirale.